# Alisotrichia timouchela
Alisotrichia timouchela är en nattsländeart som beskrevs av Lazar Botosaneanu 1989. Alisotrichia timouchela ingår i släktet Alisotrichia och familjen smånattsländor. Inga underarter finns listade i Catalogue of Life.